# William Hunt (moda)
William Hunt es una firma de lujo inglesa dedicada al diseño y fabricación de artículos de moda, maletas, relojes, perfumes, etc, exclusiva para hombres.  

## Personajes destacables vestidos por William Hunt
- Cristiano Ronaldo
- George Michael
- Robert Plant
- Martin Fry
- Laurence Llewelyn Bowen
- Gordon Ramsay
- Jonathan Ross
- Paul Sampson
- Gary Neville
- Il Divo